# 法政大学比較経済研究所
法政大学比較経済研究所（ほうせいだいがくひかくけいざいけんきゅうじょ、Hosei University. Institute of Comparative Economic Studies）は、1984年に設立された法政大学の付属研究機関。略称は、ICES。

## 概要
法政大学比較経済研究所は、我が国を含めた主要先進国や東・東南アジア地域の経済について、国際比較を通した研究を行うために1984年に設立された。研究調査はプロジェクト方式をとり、交替制の専任研究員を中心とするメイン・プロジェクトを主要調査とした。研究員については経済学部の教員のみでなく、他学部や他大学からも参加を募り、研究所の目的とするテーマについて原則2、3年で完結する研究調査を実施することになった。
比較経済研究所の成果は国内のみならず、海外からも高い評価を受けており、経済学分野における研究活動の活性化を促してきた。具体的には大小様々なプロジェクト活動、出版活動、国際シンポジウムを主軸とした国際研究交流、工場実態調査、国際機関、国内研究機関を中心とする資料収集などの活動領域を通して、アカデミックな研究を行う機関として多数の研究者に影響を与えてきた。とりわけ、国際経済ジャーナルとしての地位を確立している英文ジャーナル「Journal of International Economic Studies」の公刊やフランスやハンガリーの教育機関との共同研究などによって、本研究所は、比較経済分野における国際共同研究の拠点として評価されるようになった。

## 沿革
- 1984年（昭和59年） - 法政大学比較経済研究所設立、「Journal of International Economic Studies」創刊[7]
- 1985年（昭和60年） - 多摩キャンパスへ移転[7]
- 1987年（昭和62年） - 「比較経済研究所シリーズ」刊行開始[7]
- 1989年（平成元年） - 国際シンポジウム「東アジア経済のダイナミックスと相互依存」開催[7]
- 1999年（平成11年） - 国際共同研究「アジアによる金融ビックバン」[7]
- 2000年（平成12年） - プロヴァンス大学（フランス）共催、日仏共同シンポジウム「自由時間、余暇、遊び」、ブダペスト経済大学（ハンガリー）共催「ヨーロッパの東方拡大と日本経済進出の影響」[7]

## 歴代所長
| 氏名        | 就任時期      |
| ----------- | ------------- |
| 佐々木隆雄  | 1984年-1987年 |
| 平田喜彦    | 1988年-1991年 |
| 松崎義      | 1992年-1995年 |
| 靏見誠良    | 1996年-1999年 |
| 増田寿男    | 2000年-2001年 |
| 尾髙煌之助  | 2002年-2005年 |
| 菊池道樹    | 2006年-2007年 |
| 絵所秀紀    | 2008年-2009年 |
| 牧野文夫    | 2010年-2011年 |
| 胥鵬        | 2012年-2015年 |
| 近藤章夫    | 2016年-2017年 |
| 西澤 栄一郎 | 2018年-2021年 |
| 田村 晶子   | 2022年-       |

## 刊行物
- 「Journal of International Economic Studies」
- 「比較経済研究所シリーズ」
- 「ワーキングペーパー」

## 所在地
〒194-0298　東京都町田市相原町4342（法政大学多摩キャンパス 図書館・研究所棟（3号館）5階）